# Skamby Sogn
Skamby Sogn er et sogn i Bogense Provsti (Fyens Stift).
I 1800-tallet var Skamby Sogn et selvstændigt pastorat. Det hørte til Skam Herred i Odense Amt. Skamby sognekommune blev ved kommunalreformen i 1970 indlemmet i Søndersø Kommune, der ved strukturreformen i 2007 indgik i Nordfyns Kommune.
I Skamby Sogn ligger Skamby Kirke.
I sognet findes følgende autoriserede stednavne:
- Bare Brøndstrup (bebyggelse, ejerlav)
- Bastrup (bebyggelse, ejerlav)
- Bolmerod (bebyggelse, ejerlav)
- Glavendrup (bebyggelse, ejerlav)
- Rostrup (bebyggelse, ejerlav)
- Skamby (bebyggelse, ejerlav)
- Stensby (bebyggelse, ejerlav)
- Torup (bebyggelse, ejerlav)
- Ullerup (bebyggelse, ejerlav)